# أحمد نخجواني
أحمد بن أيوب الحافظ نخجواني (بالأذرية: Əhməd Naxçıvani) هو مهندس معماري أذربيجاني برزَ في العصور الوسطى. 

## حياته وأعماله
عاشَ أحمد نخجواني في القرن 13، في مدينة نخجوان.  
نجحَ أحمد في الإشراف على هندسة ضريحين معروفين في أذربيجان؛ أحدهما هو ضريح بردعة (1322) والمعروف أيضًا باسم برج نوشابا، والآخر هو ضريح قاراباغلار الذي بُني على شرف غودي هاتون ويعودُ تاريخه إلى ثلاثينات القرن 14. كتبَ أحمد نخجواني اسمه على الجانب الشمالي من ضريح قاراباغلار كما يُعتقد أن أحمد نخجواني هو المهندس المعماري لضريح أخسادان بابا والذي يتميز بالسمات الفردية لهيكله العام.